# Sender Rigi
Der Sender Rigi ist eine Sendeanlage der Swisscom auf der Rigi, einem 1798 Meter hohen Berg in der Zentralschweiz. Als Antennenträger dient ein von 1995 bis 1997 errichteter, 96 Meter hoher, freistehender Stahlbetonturm, der über eine öffentlich zugängliche Besucherplattform auf 6 Meter Höhe verfügt. Dieser Sendeturm ersetzte einen älteren, 50 Meter hohen Sendeturm mit einer Rohrschlitzantenne (genannt „Rigi-Nadel“) aus dem Jahr 1964.
Die von hier ausgestrahlten Rundfunkprogramme sind nicht nur in der Zentralschweiz, sondern auch weit nach Norden bis nach Deutschland hinein empfangbar. Am 31. Dezember 2024, um Mitternacht, wurde die UKW-Ausstrahlung der SRG-Programme eingestellt.

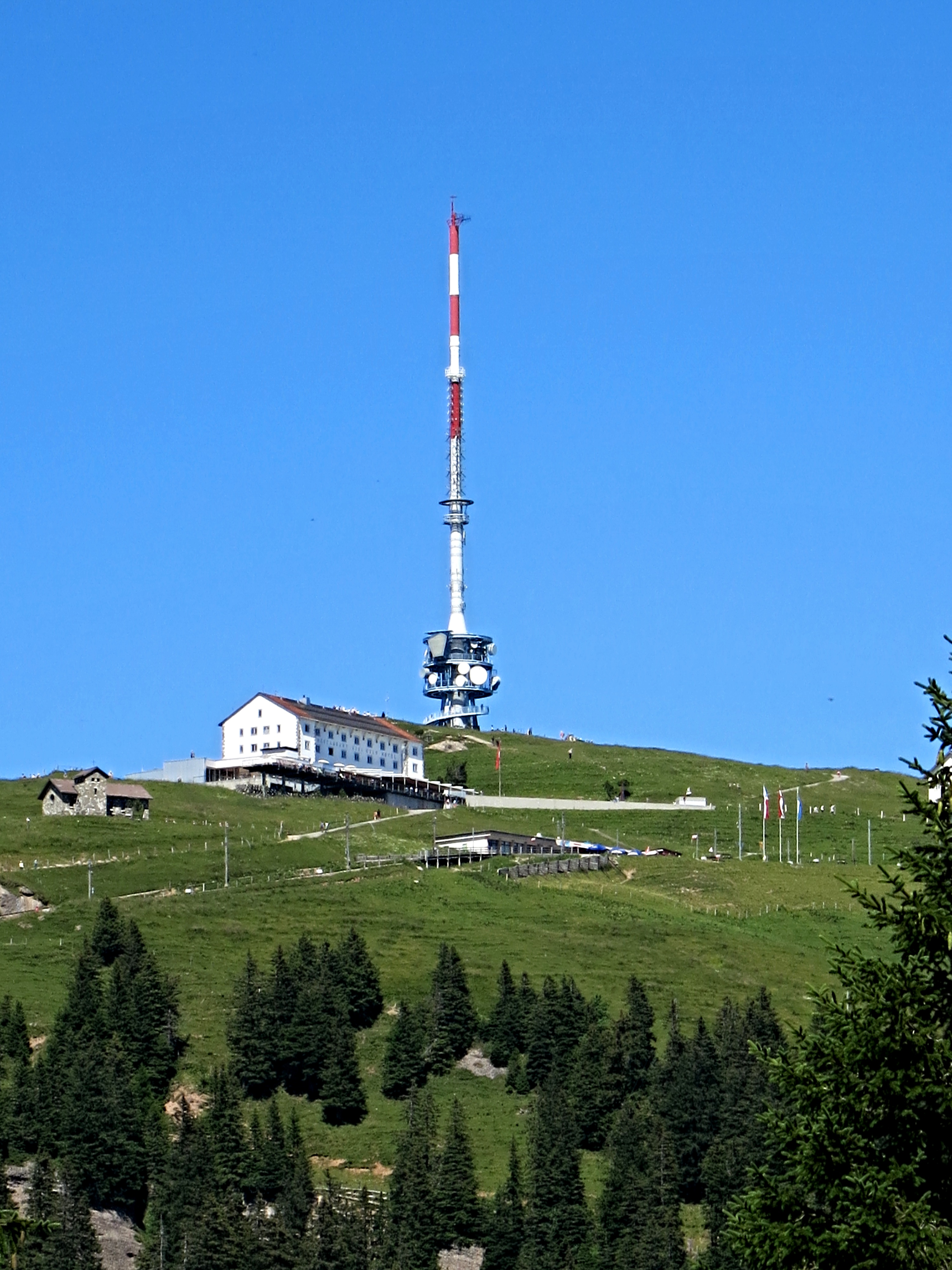
Sendeturm auf der Rigi Kulm
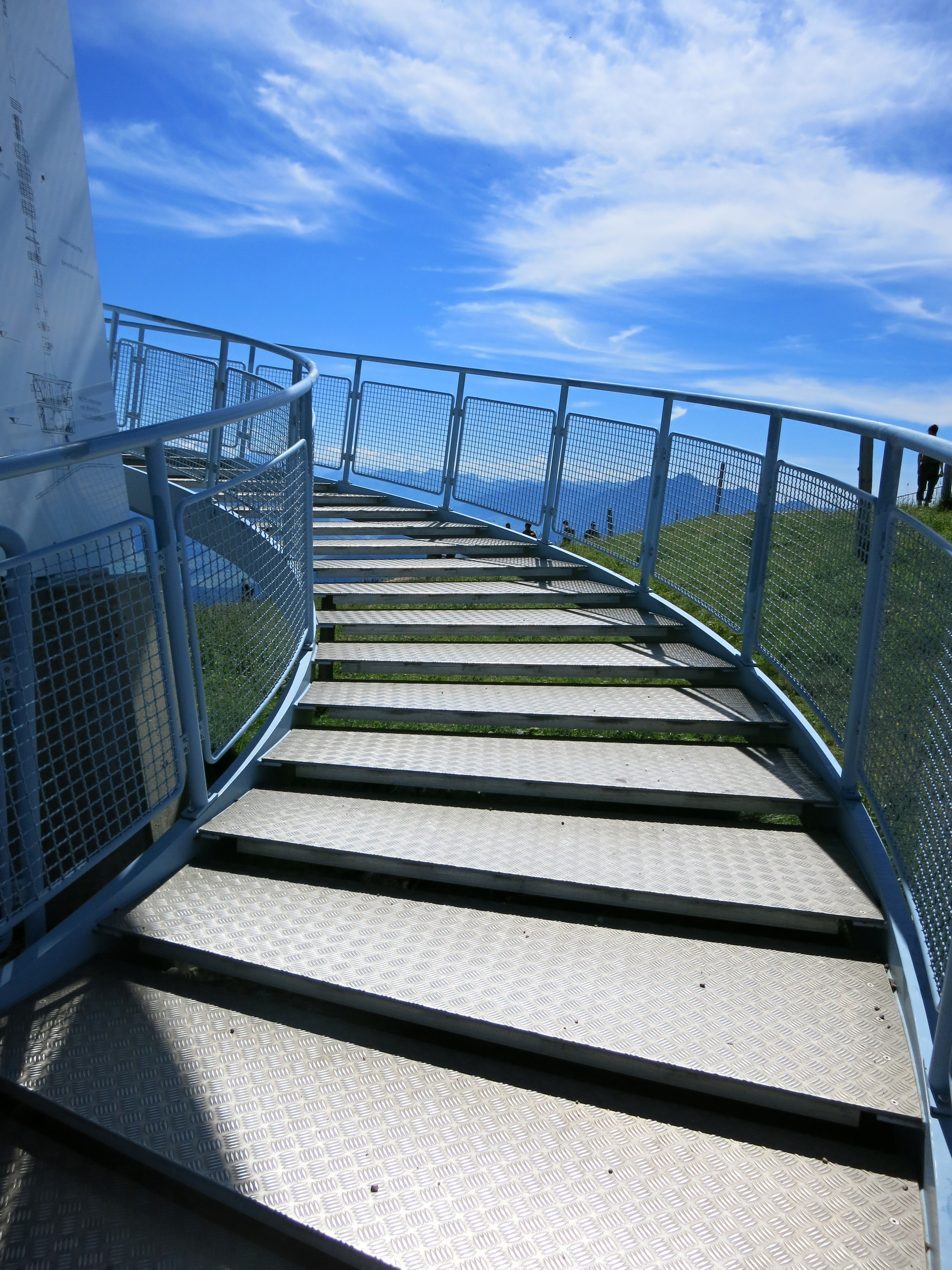
Untere Treppe
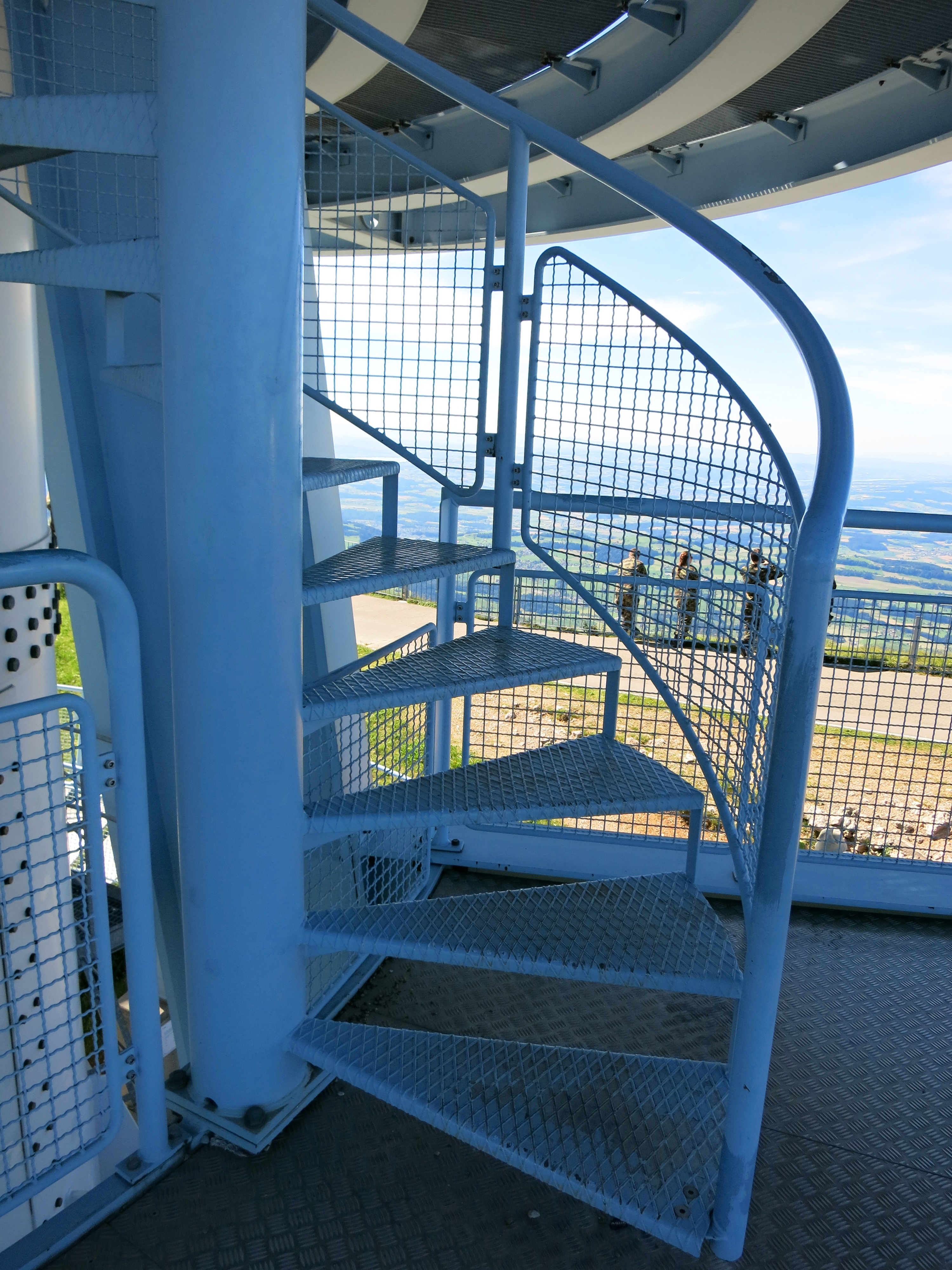
Obere Treppe
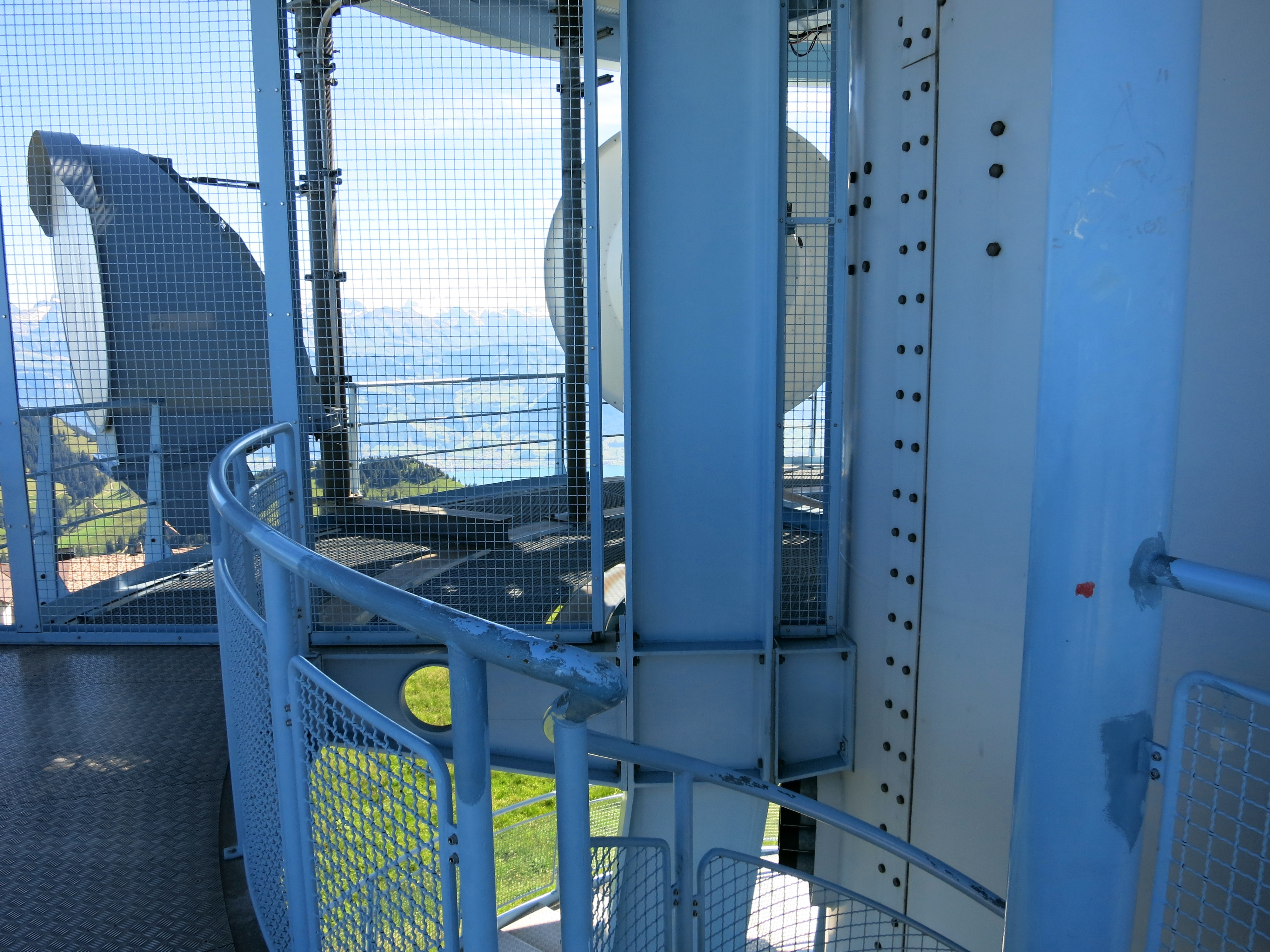
Aussichtsplattform

## Einstige Militärfunkstation
Der heutige Sender auf dem Rigi ist nicht die erste Sendeanlage auf diesem Standort. Schon von 1905 bis in die 1930er Jahre existierte eine Militärfunkstelle mit zwei Holzmasten, die eine T-Antenne trugen. Das einstige Sendegebäude existiert noch.

## Frequenzen und Programme

### Analoger Hörfunk (UKW)
| Frequenz (MHz) | Programm           | RDS PS            | RDS PI                | Regionalisierung | ERP (kW) | Antennendiagramm rund (ND)/gerichtet (D) | Polarisation horizontal (H)/vertikal (V) | Abschaltung                   |
| -------------- | ------------------ | ----------------- | --------------------- | ---------------- | -------- | ---------------------------------------- | ---------------------------------------- | ----------------------------- |
| 90,5           | Radio Central      | CENTRAL_          | 4F26                  | –                | 1        | D (110–250°)                             | V                                        | Voraussichtlich 31. Dez. 2026 |
| 90,9           | Radio SRF 1        | SRF_1_LU _SRF_1__ | 45B1 (regional), 43B1 | Innerschweiz     | 22,5     | D (30–50°, 260–310°, 340–350°)           | H                                        | 31. Dez. 2024                 |
| 93,2           | Radio Sunshine     | SUNSHINE          | 4F10                  | –                | 1        | D (110–250°)                             | V                                        | Voraussichtlich 31. Dez. 2026 |
| 95,7           | Radio Pilatus      | PILATUS_          | 4F0D                  | –                | 1        | D (120–240°)                             | V                                        | Voraussichtlich 31. Dez. 2026 |
| 96,6           | Radio SRF 2 Kultur | _SRF_2__/_Kultur_ | 43B2                  | –                | 22,5     | D (30–50°, 260–310°, 340–350°)           | H                                        | 31. Dez. 2024                 |
| 103,8          | Radio SRF 3        | _SRF_3__          | 43B3                  | –                | 22,5     | D (30–50°, 260–310°, 340–350°)           | H                                        | 31. Dez. 2024                 |
| 106,2          | Rete Uno           | RETE_UNO          | 43E1                  | –                | 22,5     | D (30–50°, 260–310°, 340–350°)           | H                                        | 31. Dez. 2024                 |

### Digitales Radio (DAB)
DAB wird in vertikaler Polarisation und im Gleichwellenbetrieb mit anderen Sendern ausgestrahlt.
| Block                      | Programme | ERP (in kW) | Antennendiagramm rund (ND), gerichtet (D) | Gleichwellennetz (SFN) |
| -------------------------- | --- | ----------- | ----------------------------------------- | --- |
| 7A SMC D03 N-CH SUI0002B   | DAB-Block der SwissMediaCast: - Couleur 3 (64 kbit/s DAB+) - Option Musique (64 kbit/s DAB+) - Swiss Classic (64 kbit/s DAB+) - Swiss Jazz (64 kbit/s DAB+) - Radio 1 (64 kbit/s DAB+) - Sunshine Radio (64 kbit/s DAB+) - Basilisk (64 kbit/s DAB+) - Radio Gloria (64 kbit/s DAB+) - Freundes-Dienst (64 kbit/s DAB+) - Rockit Radio (64 kbit/s DAB+) - Radio Grischa (64 kbit/s DAB+) - Virgin Rock (64 kbit/s DAB+) - GOAT Radio (64 kbit/s DAB+) - Radio FM1 (64 kbit/s DAB+) - Energy Luzern (64 kbit/s DAB+) - Schlagerradio (64 kbit/s DAB+) - Klassik Radio (64 kbit/s DAB+) - Thaalam Thamil 1 (64 kbit/s DAB+) - Sunshine Live CH (64 kbit/s DAB+) | 4,7         | ND                                        | - Aargau: Baden-Freienwil (Hörndli), Frick (Frickberg), Villigen (Geissberg), Wasserflue - Basel-Land: Läufelfingen, Nenzlingen (Eggflue), Sissach (Metzenholden), Waldenburg (Richtiflu), Ziefen (Chöpfli) - Basel-Stadt: Basel (St. Chrischona) - Glarus: Engi (Lindenbodenberg), Linthal-Braunwald, Sool (Trogsite) - Graubünden: Valzeina (Mittagsplatte) - Luzern: Escholzmatt-Wiggen (Mittlist Äbnit), Geuensee (Höchweidwald), Schüpfheim (Vöglisbergegg), Sörenberg (Rischli), Willisau (Ankenloch) - Obwalden: Engelberg-Wolfenschiessen (Stöck) - Schaffhausen: Osterfingen (Rossberg) - Schwyz: Einsiedeln (Chummerweid), Oberiberg (Gadenstatt), Rigi (Kulm) - Solothurn: Olten (Engelberg) - St. Gallen: Ziegelbrücke (Biberlichopf) - Thurgau: Elgg (Schneitberg) - Uri: Amsteg-Gurtnellen (Unter Axeli), Andermatt (Bäzberg), Attinghausen (Schiltwald) - Zürich: Bachtel-Kulm, Bülach (Eschenmosen), Steg-Fischenthal (Waldsberg), Wildberg (Tössegg), Winterthur (Brüelberg), Zürich (Uetliberg), Zürich (Zürichberg) - Deutschland [bwü]: Eggberg, Waldshut (Aarberg), Wannenberg |
| 7D SMC_D02 (SUI0001F)      | DAB-Block der SwissMediaCast: - Rete Tre (64 kbit/s DAB+) - Radio Eviva (64 kbit/s DAB+) - Radio Life Channel (64 kbit/s DAB+) - Energy Zürich (64 kbit/s DAB+) - Energy Basel (64 kbit/s DAB+) - Energy Bern (64 kbit/s DAB+) - Radio Maria (64 kbit/s DAB+) - Radio Argovia (64 kbit/s DAB+) - Radio Top (64 kbit/s DAB+) - Radio Central (64 kbit/s DAB+) - Radio 24 (64 kbit/s DAB+) - ERF Plus (64 kbit/s DAB+) - Radio Zürisee (64 kbit/s DAB+) - Radio Pilatus (64 kbit/s DAB+) - Vintage Radio (64 kbit/s DAB+) - Flashback FM (64 kbit/s DAB+) - Radio Central 2 (64 kbit/s DAB+) - Radio Melody (64 kbit/s DAB+)                                    | 5           | ND                                        | - Aargau: Baden-Freienwil (Hörndli), Frick (Frickberg), Villigen (Geissberg), Wasserflue - Appenzell Ausserrhoden: Herisau (Ramsen), Schwellbrunn (Fuchsacker), Wildhaus (Säntis) - Bern: Adelboden (Wintertal), Adlemsried, Bern (Bantiger), Biel (Bözingenberg), Diemtigen (ufem Chrütz), Burgdorf-Oberburg (Rothöchi), Geissholz, Höfen (Beisseren), Huttwil (Hohfuren), Kandersteg (Büel), Langnau i.E. (Hirschmatt), Lauterbrunnen (Männlichen), Lenk-Metschstand (Hahnenmoos), Matten (Chlyne Ruuge), Saanen (Hornfluh), Zweisimmen (Heimersberg-Hüppiweid) - Basel-Land: Nenzlingen (Eggflue), Sissach (Metzenholden) - Basel-Stadt: Basel (St. Chrischona) - Freiburg: Fribourg (Hôpital) - Glarus: Engi (Lindenbodenberg), Linthal-Braunwald (Nussbüel-Schleimen), Sool (Trogsite) - Graubünden: Arosa-Dorf (Hinterwald), Davos-Dischma (Dorfberg), Klosters (Gotschnagrat), Medel-Curaglia (Vergera), Mon (Scarnoz), Morissen (San Carli), Trun (Axenstein 411), Valzeina (Mittagplatte), Versam (Uaul Scardanal) - Luzern: Geuensee (Höchweidwald), Schüpfheim (Vöglisbergegg), Sörenberg (Rischli), Willisau (Ankenloch) - Nidwalden: Engelberg-Wolfenschiessen (Stöck) - St. Gallen: Rüthi (Bismer), St. Gallen (Chirchli Peter und Paul), Strichboden, Wattwil (Chapf), Ziegelbrücke (Biberlichopf) - Schaffhausen: Altdorf (Ried), Osterfingen (Rossberg), Schaffhausen (Cholfirst), Schleitheim (Mattenhof-Birbiste) - Solothurn: Balsthal (Erzmatt), Olten (Engelberg), Solothurn-Oberdorf (Nesselboden) - Schwyz: Einsiedeln (Chummerweid), Oberiberg (Gadenstatt), Rigi (Kulm) - Thurgau: Bischofszell Sitterdorf (Pierchäller), Mammern (Seehalde), Sirnach (Sirnachberg Bärgholz), Weiningen (Haslibuck) - Uri: Amsteg-Gurtnellen (Unter Axeli), Andermatt (Bäzberg), Attinghausen (Schiltwald) - Zürich: Bülach (Eschenmosen), Bachtel Kulm, Steg-Fischenthal (Waldsberg), Winterthur (Brüelberg), Zürich (Uetliberg), Zürich (Zürichberg) - Deutschland: Bad Säckingen (Eggberg), Konstanz (Fernmeldeamt), Waldshut (Aarberg), Hohentengen (Wannenberg) - Österreich: Bregenz (Pfänder) |
| 12C SRG SSR D01 (SUI0006A) | DAB-Block der SRG SSR: - Radio SRF 1 AG SO+ (64 kbit/s DAB+) - Radio SRF 1 BE FR VS+ (64 kbit/s DAB+) - Radio SRF 1 BS+ (64 kbit/s DAB+) - Radio SRF 1 GR+ (64 kbit/s DAB+) - Radio SRF 1 LU+ (64 kbit/s DAB+) - Radio SRF 1 SG+ (64 kbit/s DAB+) - Radio SRF 1 ZH SH+ (64 kbit/s DAB+) - Radio SRF 2 Kultur+ (96 kbit/s DAB+) - Radio SRF 3+ (72 kbit/s DAB+) - Radio SRF 4 News+ (56 kbit/s DAB+) - Radio SRF Musikwelle+ (72 kbit/s DAB+) - Radio SRF Virus+ (72 kbit/s DAB+) - RSI Rete Uno+ (72 kbit/s DAB+) - RTS Première (72 kbit/s DAB+) - Radio Rumantsch+ (72 kbit/s DAB+) - Radio Swiss Pop+ (64 kbit/s DAB+)                                     | 8,6         | ND                                        | - Aargau: Baden-Freienwil (Hörndli), Frick (Frickberg), Hellikon, Möriken-Wildegg (Chestenberg), Reuenthal (Ried), Rietheim, Villigen (Geissberg), Wasserflue - Appenzell Ausserrhoden: Herisau (Ramsen), Wildhaus (Säntis) - Basel-Land: Langenbruck, Läufelfingen, Liestal (Seltisberg), Nenzlingen (Eggflue), Sissach (Metzenholden), Waldenburg (Richtiflu), Ziefen (Chöpfli) - Basel-Stadt: Basel (St. Chrischona) - Bern: Adelboden (Wintertal), Bern (Bantiger), Biel-Magglingen (Evilard Hohmatt), Boltigen (Jaunpass chline Bäder), Brienz (Wellenberg), Burgdorf-Oberburg (Rothöchi), Chasseral, Diemtigen,(Zwischenflüh), Dornegg (Rütschelen), Eggiwil (Hinterer Girsgrat), Gadmen-Hopflauenen (Hopflauiwald), Heimenschwand (Buchholterberg Schafegg), Höfen (Beisseren), Ins (Schaltenrain-Fürstengräber), Kandersteg (Büel), Konolfingen (Neuhaus), Langnau im Emmental (Hirschmatt), Lauterbrunnen (Männlichen), Lenk-Metschstand (Hahnenmoos), Niederhorn, Saanen (Hornfluh), Wyssachen (Mösli), Zweisimmen (Heimersberg-Hüppiweid) - Freiburg: Flamatt (Sonnhalde Silo), Guggisberg (Gusteren Zollhaus), Gurmels (Cordast) - Glarus: Engi (Lindenbodenberg), Glarus (Bergli), Linthal-Braunwald (Nussbüel-Schleimen) - Graubünden: Valzeina (Mittagplatte) - Luzern: Escholzmatt (Wiggen Mittlist Äbnit), Geuensee (Höchweidwald), Schüpfheim (Vöglisbergegg), Sörenberg (Rischli), Willisau (Aegerten), Wolhusen - Nidwalden: Engelberg-Wolfenschiessen (Stöck) - Obwalden: Sarnen-Obstalden (Moosacher) - Schaffhausen: Altdorf, Bargen, Schaffhausen (Cholfirst), Schleitheim (Mattenhof-Birbiste), Thayngen (Wippel) - Schwyz: Einsiedeln (Chummerweid), Oberiberg (Gadenstatt), Rigi (Kulm) - Solothurn: Balsthal (Erzmatt), Grindel (Moretchopf), Mümliswil (Regenrain), Olten (Engelberg), Rodersdorf (Grundacker), Solothurn-Oberdorf (Nesselboden), Welschenrohr (Räckholderhube) - St. Gallen: Rüthi (Bismer), St. Gallen (Chirchli Peter und Paul), Mels-Weisstannen (Eggli), Pfäfers-Vättis (Vättnerberg-Geisegg), Rorschach, Wattwil (Chapf), Ziegelbrücke (Biberlichopf) - Thurgau: Bischofszell Sitterdorf (Pierchäller), Elgg (Schneitberg), Fischingen-Dussnang (Tolebärg), Mammern (Seehalde), Ottenberg, Sirnach (Sirnachberg Bärgholz), Weiningen (Haslibuck) - Uri: Andermatt (Bäzberg), Andermatt (Nätschen), Attinghausen (Schiltwald), Spiringen-Bürglen (Eggenbergli) - Wallis: Binn (Giesse), Ferden (Färdaried), Feschel (Wilerzälg), Gondo (Alpje), Leukerbad (Bodmen), Saas-Fee (Plattjen), Visperterminen (Gebidem), Zermatt (Riffelalp), Zwischbergen-Simplon (Feerberg) - Zürich: Bachtel Kulm, Bülach (Eschenmosen), Steg-Fischenthal (Waldsberg), Wildberg (Egg Drifurri), Winterthur (Brüelberg), Zürich (Uetliberg), Zürich (Zürichberg) - Deutschland: Bad Säckingen (Eggberg), Konstanz (Fernmeldeamt), Hohentengen (Wannenberg) - Österreich: Bregenz (Pfänder) |

### Digitales Fernsehen (DVB-T)
Bis zum 3. Juni 2019 abgestrahlte Programme:
| Kanal | Frequenz (in MHz) | Multiplex | Programme im Multiplex                            | ERP (in kW) | Antennen- diagramm rund (ND) / gerichtet (D) | Polarisation horizontal (H) / vertikal (V) |
| ----- | ----------------- | --------- | ------------------------------------------------- | ----------- | -------------------------------------------- | ------------------------------------------ |
| 32    | 562               | SRG D01   | - SRF 1 - SRF zwei - SRF info - RTS Un - RSI LA 1 | 14,5        | ND                                           | V                                          |

### Analoges Fernsehen (PAL)
Vor der Umstellung auf DVB-T diente der Sendestandort weiterhin für analoges Fernsehen:
| Kanal | Frequenz (MHz) | Programm | ERP (kW) | Sendediagramm rund (ND)/ gerichtet (D) | Polarisation horizontal (H)/ vertikal (V) |
| ----- | -------------- | -------- | -------- | -------------------------------------- | ----------------------------------------- |
| 6     | 182,25         | SRF 1    | 38,5     | ND                                     | H                                         |
| 29    | 535,25         | TSI 1    | 70,8     | ND                                     | H                                         |
| 32    | 559,25         | SRF zwei | 70,8     | ND                                     | H                                         |